# Serjania brevipes
Serjania brevipes är en kinesträdsväxtart som beskrevs av George Bentham. Serjania brevipes ingår i släktet Serjania och familjen kinesträdsväxter. Inga underarter finns listade i Catalogue of Life.